# Шибанов, Николай Васильевич
Николай Васильевич Шибанов (24 октября 1923, д. Горбуново, Белёвский район, Тульская область — 13 февраля 1984, Москва) — советский военный лётчик и военачальник, генерал-лейтенант авиации (1974), участник Великой Отечественной войны. Заслуженный военный лётчик СССР (1969). Командующий 76-й воздушной армией (1973—1978).

## Биография
Родился в 1923 году в деревне Горбуново Белёвского уезда Тульской губернии (ныне в Белёвском районе Тульской области). Проживал в Москве.
В 1941 году призван в армию и поступил в Батайскую военную школу пилотов. С 1942 года — член ВЛКСМ.
После окончания обучения направлен на фронт в 156-й истребительный авиационный полк, где с 11 июля 1943 года проходил переобучение на самолёт Ла-5 в Сейме во 2-м запасном истребительном авиационном полку. Получив самолёты Ла-5 и Ла-5ФН в начале ноября 1943 года полк вошёл в состав 215-й истребительной авиационной дивизии. К боевой работе полк приступил 21 июня 1944 года в составе 215-й истребительной авиационной дивизии 8-го истребительного авиационного корпуса 16-й воздушной армии 1-го Белорусского фронта на самолётах Ла-5. Полк действовал над Бобруйском, Минском, Брестом, участвуя в Белорусской стратегической наступательной операции.
После окончания Белорусской операции Николай Васильевич вместе с полком был передан в распоряжение 4-й воздушной армии, которая входила во 2-й Белорусский фронт, и действовал в ней до конца войны, приняв участие в 1945 году в Восточно-Прусской операции, Восточно-Померанской операции, Берлинской операции. Отличился в небе над Эльбингом, Данцигом, Гдыней. К тому времени в полк начали поступать истребители Ла-7. Закончил войну на аэродроме Клюцов в Германии.
За войну выполнил 90 боевых вылетов, 4 бомбо-штурмовых удара и сбил 1 лично и 2 в группе истребителей противника.
После войны продолжал службу в ВВС на командных летных должностях. В 1948 году окончил Высшую офицерскую авиационную школу штурманов в городе Краснодаре, в 1959 году — Военно-воздушную академию.
С 1962 года командовал 32-м гвардейским истребительным авиационным Виленским орденов Ленина и Кутузова полком на аэродроме Кубинка. В период с 20 июня 1962 года по сентябрь 1963 года полк, получивший наименование 213-й истребительный авиационный полк составом 40 экипажей новейшиих самолётов МиГ-21Ф-13 и 6 учебно-тренировочных самолётов МиГ-15УТИ, принимал участие в операции «Анадырь».
В 1963 году полковник Шибанов Н. В. Указом Президиума Верховного Совета СССР № 1739-VI от 01.10.1963 года за образцовое выполнение специального задания (Операция «Анадырь») награждён орденом Ленина.
19 февраля 1968 года присвоено воинское звание генерал-майор авиации.
В 1972 году полковник Шибанов Н. В. окончил Высшие академические курсы при Военной академии Генштаба. Занимал должности командира дивизии, корпуса в Московском военном округе и с 1968 года по 1971 год командира 61-го гвардейского истребительного авиационного Минского корпуса 24-й (с 1969 года — 16-й воздушной армии ГСВГ), с 1972 года первого заместителя командующего 1-й Особой Дальневосточной воздушной армией.
С августа 1973 по сентябрь 1978 года — командующий 76-й воздушной армией.
8 мая 1974 года присвоено воинское звание генерал-лейтенант авиации.
С 1978 года — начальник командного факультета Военно-воздушной академии имени Ю. А. Гагарина, с 1980 года — советник по ВВС в Алжире.
Скончался 13 февраля 1984 года. Похоронен на Введенском кладбище (29 уч.).